# Aitken Cove
Die Aitken Cove (in Argentinien Caleta Aitken) ist eine Bucht an der Südküste von Laurie Island im Archipel der Südlichen Orkneyinseln. Sie liegt unmittelbar nordöstlich des Kap Whitson.
Kartiert wurde sie bei der Scottish National Antarctic Expedition (1902–1904) unter der Leitung des schottischen Polarforschers William Speirs Bruce. Bruce benannte die Bucht nach A. N. G. Aitken, einem Rechtsbeistand der Expedition.